# Frida Hilty-Gröbly
Frida Hilty-Gröbly (* 3. Januar 1893 in St. Gallen; † 2. März 1957 ebenda; heimatberechtigt in Oberuzwil) war eine Schweizer Lehrerin, Schriftstellerin und Mundartdichterin aus dem Kanton St. Gallen.

## Leben
Frida Hilty-Gröbly war eine Tochter des Kaufmanns Johann Heinrich Gröbly von Grabs und der Emma Scheitlin. Im Jahr 1924 heiratete sie Johann Jakob Hilty, Gymnasiallehrer, Sohn des Johann Jakob, Stickers; zusammen hatten sie zwei Söhne. Von 1918 bis 1924 arbeitete sie als Lehrerin für Zeichnen und Werken in St. Gallen.
Sie war Verfasserin von den Reiseerinnerungen Von der Sonneninsel Sizilien, erschienen 1915. Später schrieb sie Kinderbücher in Ostschweizer Dialekt, unter anderem Onderem Freudeberg, veröffentlicht 1936. Eindrücklich ist die autobiografisch geprägte Mundarttrilogie Am aalte Maartplatz z Sant Galle, erschienen 1951, Rond om de Hechtbronne (1956) und De hölzig Matroos (postum, 1967). En Glanz ischt öberal kam im Jahr 1993 zum 100. Geburtstag der Autorin heraus.